# Liste der Stadtteile und Gemarkungen von Radebeul

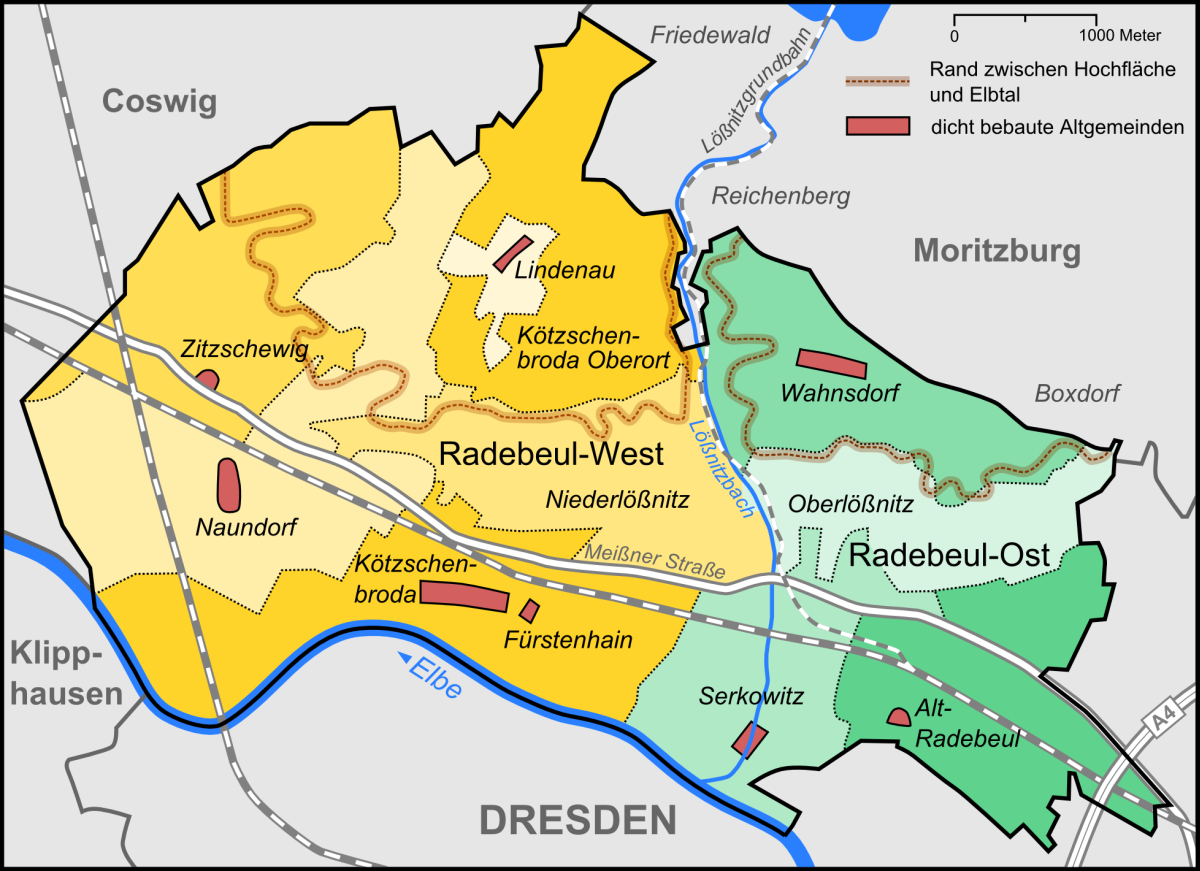
Übersicht über die Lage der Radebeuler Stadtteile

Die Liste der Stadtteile und Gemarkungen von Radebeul stellt die Stadtteile und damit ehemaligen Gemeinden (Lößnitzortschaften) den historischen und modernen Gemarkungen gegenüber, die sich in der sächsischen Stadt Radebeul (Gemeindeschlüssel: 627210) befinden.
Zu unterscheiden ist hierbei die historische Entstehung, die heutige öffentliche Wahrnehmung und das Handeln der Verwaltung beziehungsweise der politischen Gremien. Historisch gesehen entstanden in der Lößnitz im 10. beziehungsweise 11. Jahrhundert acht Gemeinden, zu denen im 19. Jahrhundert noch zwei Neugründungen hinzukamen. Aus diesen in der Präambel der Hauptsatzung genannten Ansiedlungen, die jede nur eine Gemarkung hatte, entstand nach mehreren Gemeindezusammenschlüssen 1935 das heutige Radebeul, flächenmäßig an der einen oder anderen Stelle arrondiert durch Gebietsübernahme oder -abgabe von oder zu Nachbargemeinden.
Diese ehemaligen Gemeinden stellen in der öffentlichen Wahrnehmung die heutigen Stadtteile dar, wenn ein Radebeuler sagt, er sei ein Naundorfer oder er komme aus Serkowitz. Entsprechend lassen sich auch die an einigen Straßen aufgestellten „Stadtteilschilder“ interpretieren.
Die politischen Gremien dagegen kennen als Unterteilung lediglich das im § 16 der Hauptsatzung per Ortschaftsverfassung als eigene Ortschaft definierte Wahnsdorf, das wegen seiner vom restlichen Radebeul abgelegenen Lage auf der Hochebene einen eigenen Ortschaftsrat hat. Das gesamte restliche Radebeul stellt politisch ein Gebiet dar.
Die Verwaltung kennt im Gegensatz zur Öffentlichkeit keine Stadtteile beziehungsweise verwendet den Begriff nicht. In ihrer Kommunikation beispielsweise per Amtsblatt spricht sie bei der Beschreibung von Bebauungsplänen von den entsprechenden Gemarkungen. Interessanterweise entsprechen die heutigen Gemarkungen im Prinzip den historischen Gemarkungen, jedoch mit der Ausnahme, dass laut heutigem Gemarkungsschlüsselkatalog des Freistaats Sachsen die Gemarkung Niederlößnitz nicht mehr existiert, sondern mit der Gemarkung Kötzschenbroda verwaltungstechnisch zusammengelegt ist, so dass Kötzschenbroda und Kötzschenbroda Oberort nicht mehr getrennt sind. Auch existiert laut Gemarkungsschlüsselkatalog die Gemarkung Fürstenhain nicht mehr. Interessanterweise verwendet die Verwaltung im Amtsblatt jedoch weiterhin in der Kommunikation mit dem Bürger die Gemarkung Niederlößnitz, um die räumliche Einordnung zu erklären. Auch hat selbige Verwaltung an der entsprechenden Gemarkungsgrenze ein „Stadtteilschild“ mit der Aufschrift Fürstenhain aufgestellt.
Demzufolge lässt sich heute auch nicht erfragen, wie groß die Stadtteile sind oder wie viele Einwohner dort leben. Die aus dem Jahr 1900 stammenden Flächenangaben weichen als Summe nur 4 % von der heutigen Gesamtzahl ab und lassen damit einen recht guten Vergleich der Stadtteile zueinander zu. Ob dies auch für die historischen zu den heutigen Bewohnerzahlen zutrifft, bleibt Spekulation.

## Legende
- Gemarkungsschlüssel: Schlüsselnummer der modernen Gemarkung
- Heutige Gemarkung: Name der modernen Gemarkungen
- Historische Gemarkung: Name der historischen Gemarkung
- Stadtteil, ehemalige Gemeinde: Name des Stadtteils bzw. der ehemaligen Gemeinde
- Fläche: Fläche der Gemarkung in Hektar im Jahr 1900, heutige Zahlen liegen nicht vor
- Eingemeindungsjahr: Jahr der Eingemeindung bzw. Vereinigung des Stadtteils nach Radebeul beziehungsweise nach/mit Kötzschenbroda
- Bemerkung:: Weitere Erläuterungen
- Lagekarte:: Lage in der Stadt

## Stadtteile nebst historischen und modernen Gemarkungen
| Gemar- kungs- schlüssel | Heutige Gemarkung | Historische Gemarkung                                                            | Stadtteil, ehemalige Gemeinde             | Fläche (ha) (1900) | Eingemein- dungsjahr | Bemerkung | Lagekarte Stadtteil     |
| ----------------------- | ----------------- | -------------------------------------------------------------------------------- | ----------------------------------------- | ------------------ | -------------------- | --- | ----------------------- |
| 3056                    | Radebeul          | Radebeul                                                                         | Radebeul                                  | 242                | 1935                 | 1349 erstmals erwähnt. 1924 zusammen mit dem eingemeindeten Serkowitz zur Stadt ernannt. Diese wuchs 1934 durch die Eingemeindung von Oberlößnitz und Wahnsdorf und bildet damit heute Radebeul-Ost                                                                              | Übersicht über die Lage |
| 3057                    | Lindenau          | Lindenau                                                                         | Lindenau                                  | 33                 | 1920                 | 1287 erstmals erwähnt. | Übersicht über die Lage |
| 3058                    | Naundorf          | Naundorf                                                                         | Naundorf                                  | 428                | 1923                 | 1144 in einer Urkunde von König Konrad III. erstmals erwähnt, zu Beginn der Herrschaft Heinrichs des Löwen und noch vor der Erwähnung Dresdens. | Übersicht über die Lage |
| 3059                    | Oberlößnitz       | Oberlößnitz                                                                      | Oberlößnitz                               | 146                | 1934                 | 1839 gegründet. | Übersicht über die Lage |
| 3060                    | Serkowitz         | Serkowitz                                                                        | Serkowitz                                 | 183                | 1905                 | 1315 erstmals erwähnt. | Übersicht über die Lage |
| 3061                    | Wahnsdorf         | Wahnsdorf                                                                        | Wahnsdorf                                 | 238                | 1934                 | 1350 erstmals erwähnt. Als einziger Ortsteil hat Wahnsdorf wegen seiner abgetrennten Lage eine eigene Ortschaftsverfassung | Übersicht über die Lage |
| 3062                    | Zitzschewig       | Zitzschewig                                                                      | Zitzschewig                               | 309                | 1923                 | 1366 erstmals erwähnt. | Übersicht über die Lage |
| 3063                    | Kötzschenbroda    | Kötzschenbroda, Kötzschenbroda mit Fürstenhain, Kötzschenbroda mit Niederlößnitz | Kötzschenbroda mit Kötzschenbroda Oberort | 664                | 1923 1935            | 1226 erstmals erwähnt. Die 1923 unter dem Namen Kötzschenbroda zur Großgemeinde zusammengeschlossenen Kötzschenbroda einschließlich Fürstenhain und Lindenau sowie Niederlößnitz, Naundorf und Zitzschewig wurden 1924 zur Stadt ernannt. Diese bildet damit heute Radebeul-West | Übersicht über die Lage |
| 3063                    | Kötzschenbroda    | Niederlößnitz, Kötzschenbroda mit Niederlößnitz                                  | Niederlößnitz                             | 259                | 1923                 | 1839 gegründet. Heute Teil der modernen Gemarkung Kötzschenbroda, wodurch dieses wieder mit Kötzschenbroda Oberort zusammenhängt | Übersicht über die Lage |
| 3063                    | Kötzschenbroda    |                                                                                  | Fürstenhain                               | -                  | 1876                 | 1555 erstmals erwähnt. Seit 1839 teilselbstständig im Gemeindeverband Kötzschenbroda mit Fürstenhain, seit 1876 Teil von Kötzschenbroda | Übersicht über die Lage |
| -                       |                   |                                                                                  | (Am Fährhaus)                             | (53)               | 1923 1935            | 1519 bis 1954 linkselbische Besitzung von Kötzschenbroda bzw. Naundorfer Bauern, heute nach der 1974 erfolgten Eingemeindung von Niederwartha zu Dresden-Cossebaude gehörig | Übersicht über die Lage |